# NGC 13
NGC 13 je spirální galaxie vzdálená od nás zhruba 223 milionů světelných let v souhvězdí Andromedy. Je k nám natočená téměř přímo bokem a je tudíž velice protáhlého tvaru. NGC 13 objevil William Herschel v roce 1790 reflektorem o průměru 18,7 palců (47,5 cm).